# Sílvia Romero i Olea
Sílvia Romero i Olea (Barcelona, 3 de abril de 1962) es una escritora española que escribe fundamentalmente en lengua catalana.
Ha escrito principalmente novelas, incluyendo novela negra, novela fantástica y juvenil, pero también cuentos, poesía y teatro.  Comenzó publicando cuentos infantiles en la revista Tretzevents. Ha ganado varios premios literarios, entre los que destacan el Premio de Narrativa Sebastià Juan Arbó por Alma Mezquina en 2004, el Premio Ramon Roca Boncompte por la novela Julia M en 2008, y, recientemente, en 2013, el XV Premio El Lector de la Odisea por la novela el Plagio. Fue presidenta de la Asociación de relatar en Catalán desde junio de 2010 hasta octubre de 2012. En el año 2012 fue directora de la revista digital de literatura El Càntich y desde enero de 2014 forma parte de la equipo editor de la Revista de creación literaria Inèdits.
Desde 2008 se dedica a la conducción y coordinación de Clubes de lectura dentro de la Red de Bibliotecas, y ha trabajado como moderadora en los clubes de lectura La Crisálida, de Villanueva y Geltrú; Club de lectura de adultos, de Canyellas; Tardes literarias, de San Pedro de Ribas; y Bodega de letras, de San Sadurní de Noya (de estos dos últimos aún es la moderadora).  También forma parte y participa activamente en las tertulias del grupo de lectura "Psicoanálisis y literatura"
En la actualidad y desde 2013 colabora en el programa cultural "Tirando de libros" y en el programa infantil "Cuentos para soñar", ambos de Punto 7 Radio Sant Celoni. También colabora en la revista El Càntich con tres secciones propias: "Xarxa literària: blogs”", “La veu del traductor”, “Caducitat immediata”
En 2015 fue nombrada Escritora De Cabecera de la biblioteca Ramon Bosch de Noya, de San Sadurní de Noya

## Obras publicadas
- Amor a sang freda - Ed. Cossetània - 2003 - Género: Novela
- Ànima mesquina - Columna Edicions - 2006 - Género: Novela
- Jocs de guerra, cosa d'infants - Ed. La Quadriga - 2007 - Género: Poesía
- Verbes - Sitges - Ed. El Pati Blau - 2007 - Género: Narrativa
- Iskander: un viatge a la màgia dels llibres - Ed. Pagès - 2008 - Género: Novela
- Júlia M. - Ed. Pagès - 2009 - Género: Novela
- El camí del Bandama Vermell - Ed. Estrella Polar - 2010 - Género: Narrativa
- Verí - Traïcions, enganys, enveges... - La Comarcal Edicions - 2012 - Género: Teatro
- El Plagi  - Edicions Proa - 2014 - Género: Novela

## Premios y reconocimientos
- 2002 - II Premi Sèrie Negra de Novel·la; por Amor a sang freda
- 2004 - XVII Premi de Narrativa Sebastià Juan Arbó; por Ànima mesquina
- 2006 - III Premi Ramon Planes de Narrativa Breu; por Verbes
- 2006 - 5è Premi Lleida per a Projecte de Novel·la, por Iskander. Un viatge a la màgia dels llibres (escrito con Alícia Gili i Abad)
- 2008 - IV Premi Ramon Roca Boncompte; por Julia M
- 2010 - Premi Columna Jove 2010; por El camí del Bandama Vermell (escrito con Alícia Gili i Abad)
- 2013 - XVè Premi El lector de l'Odissea; por Lladres d'històries